# Aysanem Yusupova
Aysanem Yusupova (n. 2 ianuarie 1997, Nukus, Uzbekistan) este o cântăreață, actriță și femeie de afaceri originară din Uzbekistan. Yusupova a primit o largă recunoaștere și apreciere în Uzbekistan după ce a jucat în drama uzbecă Meros. De atunci a jucat în multe filme uzbece de comedie. 

## Biografie
Aysanem Yusupova s-a născut pe 2 ianuarie 1997 în Nukus. După ce a absolvit școala în 2012, a studiat la Facultatea de Drept a Universității de stat din Nukus. După ce a absolvit universitatea în 2016-2020, a intrat la Departamentul de dramă, teatru și actorie cinematografică al Institutului de Stat de Arte și Cultură din Uzbekistan. În 2020 a intrat în Departamentul de Master al Institutului de Artă și Cultură și a absolvit în 2022.
Yusupova și-a început cariera în 2012 cu videoclipuri muzicale și reclame. În 2012, Yusupova a jucat în mai multe videoclipuri muzicale și a devenit populară în Uzbekistan. Primul rol major al Yusupovei a fost în filmul din 2017 Maftun boʻldim 2, care i-a adus o mare faimă. Yusupova nu s-a oprit aici: în 2018 a jucat în filmul uzbec „Hayot”, care i-a adus și noroc. În 2019, filmul „Ayriliq” nu i-a adus noroc.
Anul acesta, Yusupova a jucat în filmul „Meros”, care i-a adus lui Yusupova o mare faimă. După o scurtă pauză, filmul din 2021 al lui Yusupova „Zaynab bilqn qoling begim” i-a adus lui Yusupova faimă bună. Din 2021 până în 2022 a jucat în mai multe filme și seriale de televiziune. Yusupova a jucat unul dintre personajele principale din filmul uzbec din 2023 „Oʻzbek qizi”, care a devenit foarte popular nu numai în Uzbekistan, ci și în Belarus.
În 2023, cu rolul personajului principal din filmul „Oʻzbek qizi” „Pentru cel mai bun rol feminin” la al IV-lea Festival Internațional de Film „Lendok” desfășurat în Federația Rusă și la I Festivalul Internațional de Film „Taji Somon” a sărbătorit in Republica. din Tadjikistan a câștigat nominalizarea.

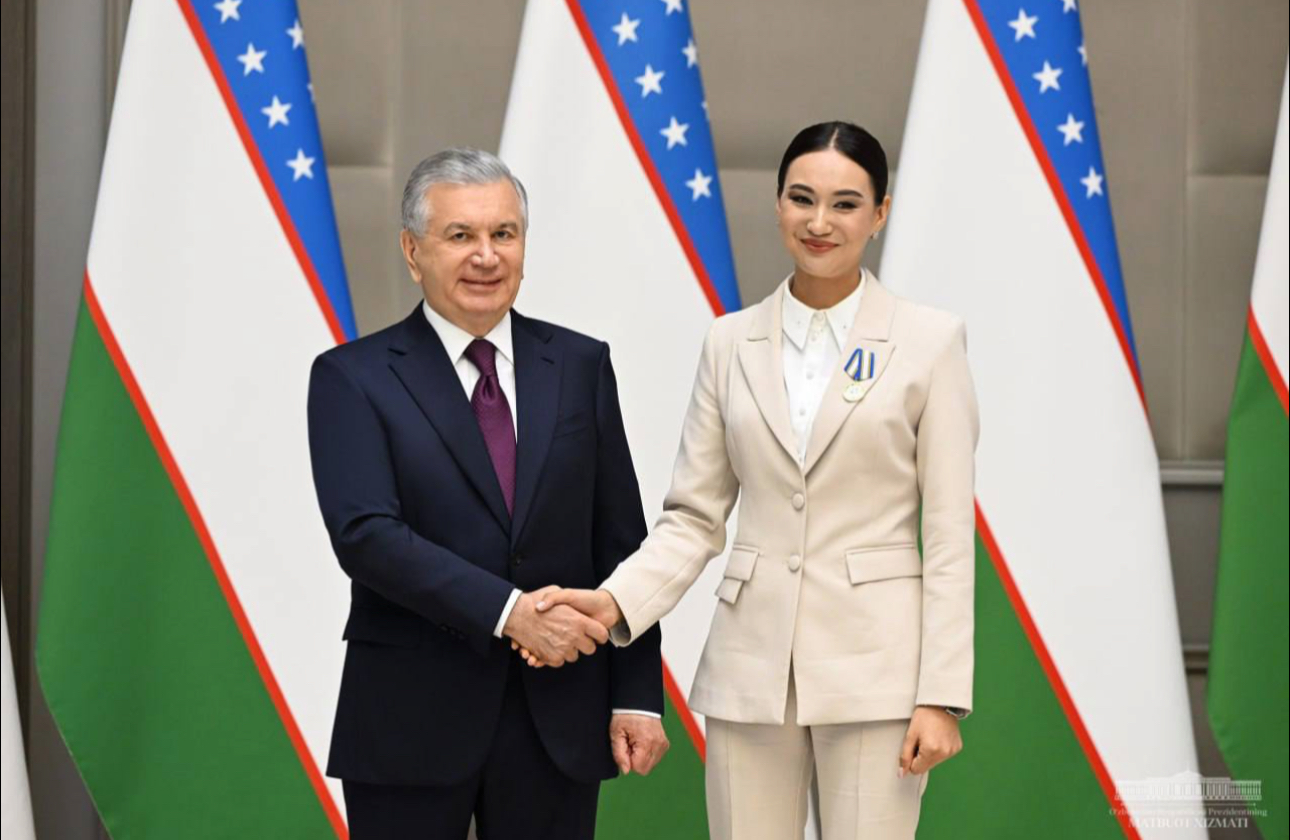

În iulie 2024 a primit premiul de stat „Creatorul viitorului”, creat de laureatul uzbec Shavkat Mirziyoyev pentru a sprijini tinerii artiști din Uzbekistan.
Pe lângă rolurile din lungmetraje, Yusupova a jucat și în videoclipuri muzicale ale mai multor cântăreți uzbeci, în special „Yomgir” de Yorkinhoja.

## Filmografie
Mai jos, în ordine cronologică, este o listă ordonată a filmelor în care a apărut Aysanem Yusupova.
| An   | Numele original | Rol       | Arbitru |
| ---- | --------------- | --------- | ------- |
| 2017 | Maftun boldim 2 | Qizlargul | [ 3 ]   |
| 2018 | Hayot           | Lola      | [ 10 ]  |
| 2020 | Meros           | Oygul     | [ 11 ]  |
| 2023 | Oʻzbek qizi     | Jamila    | [ 12 ]  |
| 2024 | Pandemiya       | Gulruh    |         |
| 2024 | Qari qiz        | Sitora    | [ 13 ]  |
| 2024 | Sevdo           | Sevdo     |         |

### Series de televisión
| An        | Numele original          | Rol | Arbitru |
| --------- | ------------------------ | --- | ------- |
| 2019      | Ayriliq                  |     | [ 14 ]  |
| 2021      | Zaynab bilan qolin begim |     | [ 15 ]  |
| 2022      | Yolgiz qoying            |     | [ 16 ]  |
| 2022      | Olovli yurak             |     | [ 17 ]  |
| 2023-2024 | Uxlamaysizmi?            |     | [ 18 ]  |

### Vídeos musicales
| An   | Titlu                     | Artist                 | Rol   |
| ---- | ------------------------- | ---------------------- | ----- |
| 2022 | Yolgʻonchim               | Ulugbek Raxmatullayev  | Actor |
| 2022 | Yomgʻir                   | Yorqinxoʻja Umarov     | Actor |
| 2022 | Lalixon                   | Nilufar Usmonova       | Actor |
| 2022 | Bahor kelguncha           | Yahyobek Moʻmonov      | Actor |
| 2023 | Цветы                     | Yorqinxoʻja Umarov     | Actor |
| 2023 | Oyning oʻn beshi qorongʻu | Botir Qodirov          | Actor |
| 2023 | Zuhroginam                | Dadaxon Obidov         | Actor |
| 2023 | Zolim                     | Munisa Rizayeva        | Actor |
| 2023 | Kerakmas                  | Via Marokand           | Actor |
| 2023 | Yetmasmidi                | Jaloliddin Ahmadaliyev | Actor |
| 2023 | Yoʻq-Yoʻq                 | Botir Qodirov          | Actor |
| 2024 | Koʻrmasam boʻlmaydi       | Qilichbek Madaliyev    | Actor |
| 2024 | Yovuz                     | Gulasal                | Actor |
| 2024 | Dugonagdan asra meni      | Imron                  | Actor |

## Premiile sunt nominalizate
- Tânără actriță din 2017.
- 2018 My5 Cea mai bună actriță feminină
- Cea mai bună actriță a anului 2019 la ceremonia de decernare a premiilor MTV.
- În 2024 a primit medalia „Constructorul viitorului”. [7]

| An   | Premiu                    | Categorie            | Film        | Rezultat |
| ---- | ------------------------- | -------------------- | ----------- | -------- |
| 2019 | Etirof                    | Cea mai bună actriță | Meros       |          |
| 2019 | My5                       | Cea mai bună actriță | Meros       | Câștigat |
| 2023 | Oltin humo                | Cea mai bună actriță | Oʻzbek qizi |          |
| 2023 | Toji Somon                | Cea mai bună actriță | Oʻzbek qizi | Câștigat |
| 2023 | IV Xalqaro “Lendok”       | Cea mai bună actriță | Oʻzbek qizi | Câștigat |
| 2023 | Buyuk ipak yoʻli Toshkent | Cea mai bună actriță | Oʻzbek qizi |          |